# 아메리칸 (영화)
《아메리칸》(영어: The American)은 미국에서 제작된 안톤 코르베인 감독의 2010년 범죄 스릴러 영화이다. 조지 클루니 등이 출연하였고, 앤 케리 등이 제작에 참여하였다. 1990년 소설 〈미스터 버터플라이〉를 각색한 작품이다. 미국에서 2010년 9월 1일 개봉되었다.

## 출연진
- 조지 클루니
- 비올란테 플라치도
- 테클라 뢰턴
- 이리나 비에르클룬드
- 요한 레이선
- 필리포 티미
- 안나 폴리에타
- 비에른 그라나트

## 기타 제작진
- 라인 제작: 모아 베스테손
- 배역: 베아트리체 크루제르
- 미술: 마크 디그비
- 세트: 미셸 데이
- 의상: 수티랫 앤 랄라브